# Women Unite
Women Unite är en sång- och slagverksgrupp på åtta kvinnor från Sydafrika. 
Gruppen bildades på våren 1997 av Thandi Budlu-Swaartbooi. Gruppens musikstil är beskriven som traditionell sydafrikansk. År 2003 och 2004 kom Norge på ett utbytes-projekt mellan Women Unite och Brazz Brothers från Norge med konserter i Sydafrika, Swaziland, Moçambique och Norge. Tillsammans med Brazz Brother har de spelat in liveskivan Live in Cape Town ifrån en konsert i Sydafrika.